# Пи, Эжен
Эжен (Эухенио) Пи (фр. Eugène Py, исп. Eugenio Py; род. 19 мая, 1859 год, Каркасон, Франция — 26 августа 1924 год, Буэнос-Айрес, Аргентина) — аргентинский кинооператор и режиссёр, пионер национального кинематографа.

## Биография
Эжен Пи родился в 1859 году в Каркасоне региона Лангедок — Руссильон на юге Франции. Во второй половине 1880-х годов эмигрировал в Аргентину. Некоторое время служил на железной дороге, но достаточно скоро оставил эту работу и профессионально занялся фотографией. Вскоре к своему бизнесу его привлёк бельгиец Анри Лепаж. С австрийцем Максом Глюксманном, руководителем южноамериканского подразделения фирмы Лепажа, они поставляли оборудование и сопутствующие товары для фотографирования в Аргентину. Все трое присутствовали на дебютном сеансе братьев Люмьер в Буэнос-Айресе 28 июля 1896 года. В следующем году компаньоны доставили из Франции кинематографическое оборудование, на котором создали первый национальный фильм — «Флаг Аргентины» (исп. La bandera Argentina). Эухенио Пи постепенно становится известным кинооператором-хроникёром. Широко известна его лента о визите в Аргентину президента Бразилии Кампуса Салиса в 1900 году. Кроме съёмок Пи совместно с Глюксманном в 1907—1911 годах изобретают примитивный, но эффектный способ добавления звука к фильмам, синхронизируя изображение с граммофоном. Всего было записано более 30 «фоно-сцен» (англ. phonoscenes). Идея имела коммерческий успех, позволивший Максу Глюксманну к 1908 году выкупить бизнес у его основателя Анри Лепажа.
Скончался в 1924 году в Сан-Мартине, пригороде Буэнос-Айреса.

## Комментарии
1. ↑  В Аргентине французское имя Эжен трансформировалось в испанское Эухенио.